# Dominion du Kenya
Pour les articles homonymes, voir Kenya (homonymie).
1963–1964
Entités précédentes :
- Colonie et protectorat du Kenya

Entités suivantes :
- République du Kenya

Entre le 12 décembre 1963 et le 12 décembre 1964, le dominion du Kenya est un État souverain qui partage son chef d'État avec le Royaume-Uni et les autres États dirigés par la reine Élisabeth II. Il précède l'actuelle république du Kenya. 

## Histoire
Lorsque la colonie du Kenya obtient son indépendance du Royaume-Uni le 12 décembre 1963, le monarque britannique, en l'occurrence Élisabeth II, reste à la tête de l'État en tant que reine du Kenya. Les pouvoirs constitutionnels du monarque sont principalement délégués au gouverneur général du Kenya, Malcolm MacDonald.
Durant cette période, Jomo Kenyatta occupe le poste de Premier ministre (et chef du gouvernement).
Bien que la reine Élisabeth II ait été le chef d'État nominatif du Kenya pendant un an, elle n'a jamais visité le pays en tant que « reine du Kenya », mais elle a effectué d'autres visites lorsqu'elle n'était pas en fonction. Elle s'est ainsi rendue au Kenya en 1952 (avant l'indépendance), 1972 (après la transition du Kenya vers une république), 1983 et 1991.
La monarchie est abolie le 12 décembre 1964 et la république est proclamée. Jomo Kenyatta devient le premier président de la république du Kenya, fonction qu'il occupe jusqu'à sa mort, en 1978.